# Ensete
Die Gattung Ensete aus der Familie der Bananengewächse (Musaceae) ist mit etwa zehn Arten in Afrika und Asien verbreitet. Wegen ihrer Bedeutung für die Fasergewinnung wird die Art Ensete ventricosum, die Zierbanane, auch Abessinische Faserbanane genannt. Die Ensete-Pflanzen tragen keine essbaren Früchte.

## Beschreibung
Die Ensete-Arten sind krautige, hapaxanthe Pflanzen. Sie bilden einen Scheinstamm aus den eng zusammenliegenden Blattbasen, der Scheinstamm ist an seiner Basis oft deutlich verdickt. Das Blatt setzt sich über einen Blattstiel fort zur länglichen Blattspreite.
Der Blütenstand besteht aus vielen, grünen, meist lange haftenden Brakteen. Sie stehen zuerst dicht rosettenförmig beieinander, im Laufe der Blütezeit streckt sich der Blütenstand und hängt über. An der Basis des Blütenstands befinden sich weibliche oder zwittrige Blüten, weiter vorne rein männliche. Die einzelne Blüte besteht aus zwei Tepalen: eines ist aus fünf Blütenblättern zusammengewachsen, sehr schmal und an der Spitze oft dreizähnig, das andere Blütenblatt ist meist breiter. Die Frucht ist eine ledrige, recht trockene Beere.

## Verbreitung
Die meisten Ensete-Arten kommen in Afrika vor, einige auch in Asien. Das Hauptverbreitungsgebiet von Ensete ventricosum ist das Hochland des südlichen Äthiopien in der Höhenzone Woina Dega oberhalb von 1600 Metern.

## Nutzung

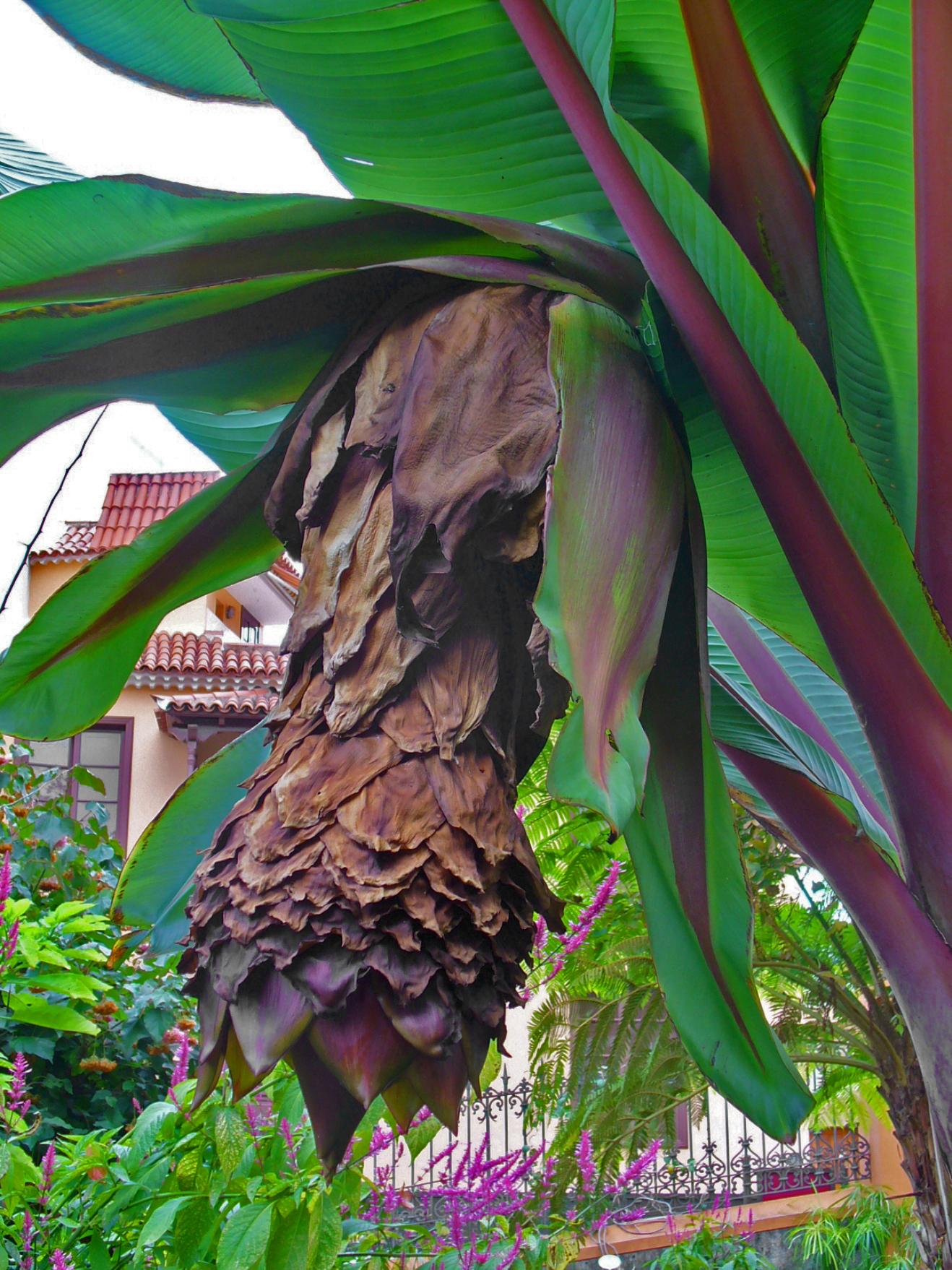
Zierbanane (Ensete ventricosum)

Vor allem Ensete ventricosum wird in Äthiopien vielfältig genutzt. Typisch ist die Ensetekultivierung vor allem für die folgenden ethnischen Gruppen: Gurage, Hadiyya, Silt'e, Sidaama, Wolaytta, Kambaata, Aari und Käfa. Genutzt wird nahezu jeder Bestandteil der Pflanze. Zur Ernährung dient die aus dem Scheinstamm, aus dessen verdickter Basis und aus der Knolle gewonnene Stärke. Pseudo-Stamm und Blattrippen liefern Fasern zur Herstellung von Seilen, Matten, Säcken.
Einige Ensete-Arten sind auch für Züchter von Dessertbananen von Interesse, da die weltweit angebauten Dessertbananensorten (Cavendish, Gros Michel u. a.) stark durch Pilzerkrankungen bedroht sind. In wildwachsenden Bananengewächsen erhofft man sich, eventuelle Resistenzgene gegen diese Pilzerkrankungen zu finden und diese dann in die kommerziell genutzten Bananensorten einzukreuzen oder einzubringen.

## Systematik
Weltweit gibt es etwa zehn Arten, die nach ihrer Herkunft eingeteilt werden können:
Afrika
- Ensete gilletii (De Wild.) Cheesman (wird auch als Synonym von Ensete livingstonianum (J. Kirk) Cheesman gesehen)[2]
- Ensete homblei (Bequaert ex De Wild.) Cheesman: Sie kommt von der Demokratischen Republik Kongo bis ins nördliche Sambia vor.[2]
- Ensete livingstonianum (J.Kirk) Cheesman: Sie kommt vom tropischen Westafrika bis Malawi vor.[2]
- Ensete perrieri (Claverier) Cheesman – in Madagaskar endemisch, aber starke Ähnlichkeit zu Ensete glaucum (Roxb.) Cheesman
- Zierbanane oder Abessinische Banane (Ensete ventricosum (Welw.) Cheesman): Sie kommt von Äthiopien bis ins nördliche Südafrika vor.[2]

Asien
- Schneebanane oder Elefantenbanane (Ensete glaucum (Roxb.) Cheesman): Sie kommt in zwei Varietäten von Nepal bis Neuguinea und dem Bismarck-Archipel vor.[2]
- Ensete lecongkietii Luu, N.L.Vu & Q.D.Nguyen: Die 2012 erstbeschriebene Art kommt in Vietnam vor.[2]
- Felsenbanane (Ensete superbum (Roxb.) Cheesman): Sie kommt im westlichen Indien vor.[2]
- Ensete wilsonii (Tutcher) Cheesman – Yunnan, China. Sie wird auch als Varietät Ensete glaucum var. wilsonii (Tutcher) Häkkinen zu Ensete glaucum gestellt.[2]